# Věra Plívová-Šimková
Věra Plívová-Šimková, née le 29 mai 1934 à Lomnice nad Popelkou et morte le 13 octobre 2024 à Semily, est une réalisatrice tchécoslovaque, puis tchèque.

## Biographie
Née à Lomnice nad Popelkou, Věra Plívová-Šimková est la fille de Vlasta Plívová (née Kaplanová), qui travaille dans la troupe de théâtre Lomnica Svornost et de František Plívová, professeur dans une école de tissage. Quand elle a trois ans, son père meurt. 
Ses frères et sœurs s'impliquent aussi dans l'art ; sa sœur Břetislava Pospíšilová-Plívová est peintre et son autre sœur, Vlasta Zděnovcová-Plívová, est une érudite et traductrice hispanique. Après avoir réussi son examen de fin d'études secondaires au lycée Lepař à Jičín, où elle et sa famille ont déménagé en raison du travail de sa mère, elle décide d'étudier la réalisation à la FAMU. Après avoir terminé ses études (1952-1957) sous la direction de Bořivoj Zeman, elle commence à assister les réalisateurs Karel Kachyňa (Král Šumavy) et Vojtěch Jasný (Touha) aux Studios Barrandov, ou encore Václav Vorlíček (Případ Lupínek).
Son premier film est le long métrage Káťa a krokodýl, qui raconte les aventures d'un groupe de jeunes enfants et de leurs animaux de compagnie exotiques. En 1968, le film Tony, tobě přeskočilo, confirme le talent de l'auteur à capter la spontanéité et la fantaisie de l'âme d'un enfant. Sa notoriété grandit avec la réalisation au début des années 1970, du film populaire Lišáci, Myšáci a Šibeničák. S'ensuivirent des succès significatifs dans le domaine des films pour enfants et jeunes publics, comme Páni kluci (cs) (d'après le livre Les Aventures de Tom Sawyer et Huckleberry Finn), Krakonoš a lyžníci (cs), ou Nefňukej, veverko! (cs). Son dernier film est Kruh, sorti en 2001.
En 1990, elle réalise son seul film destiné au public adulte, intitulé Houpačka. Avec Drahomíra Králová, elle a également réalisé le téléfilm de Noël Vohnice a Kilian en 2001. Elle a aussi dirigé des pièces de théâtres et certaines de ses pièces ont été publiées en livres. En tant que réalisatrice, elle a été la première coach d'enfants acteurs, qu'elle a recherchés et choisis pour ses films et ses représentations théâtrales.
Après avoir terminé sa carrière cinématographique, elle vit à Chuchelna près de Semily. Son mari était le verrier Tomáš Šimek, décédé en 1998.
Věra Plívová-Šimková meurt à Semily le 13 octobre 2024, à l'âge de 90 ans,,. 

## Filmographie
- 1955 : Láska ve třech podobách, moyen métrage
- 1957 : Než se roztrhne opona, film de fin d'études
- 1964 : Chlapci, zadejte se
- 1965 : Káťa a krokodýl
- 1968 : Tony, tobě přeskočilo
- 1970 : Lišáci, Myšáci a Šibeničák
- 1972 : O Sněhurce
- 1973 : Přijela k nám pouť
- 1975 : Páni kluci
- 1977 : Jak se točí Rozmarýny
- 1979 : Brontosaurus
- 1980 : Krakonoš a lyžníci
- 1982 : Mrkáček čiko
- 1985 : Hledám dům holubí
- 1988 : Nefňukej, veverko!
- 1988 : Veverka a kouzelná mušle
- 1990 : Houpačka, téléfilm
- 1995 : Artuš, Merlin a Prchlíci (cs)
- 1999 : Dámě kord nesluší
- 2001 : Kruh

## Récompenses et distinctions
En 1999, Věra Plívová-Šimková reçoit le prix Golden Slipper au Festival du film de Zlín pour sa contribution exceptionnelle à la cinématographie pour enfants et jeunesse.
En 2019, elle reçoit le Lion tchèque pour sa contribution à la cinématographie tchèque. 

## Crédit d'auteurs
- (cs) Cet article est partiellement ou en totalité issu de l’article de Wikipédia en tchèque intitulé « Věra Plívová-Šimková » (voir la liste des auteurs).